# Центр менеджмента Инсбрука
Центр менеджмента г. Инсбрука (англ. MCI Management Center Innsbruck) — один из университетов прикладных наук в Австрии.
Центр менеджмента г. Инсбрука (MCI) является полностью аккредитованным в Австрии образовательным учреждением университетского уровня и предлагает учебные программы в рамках дипломного и последипломного обучения.

## История возникновения
MCI был основан в 1995/1996 гг. как образовательный центр уровня высшего учебного заведения в соответствии с нормами частного права, но не являющийся при этом коммерческой организацией.
Это высшее учебное заведение финансируется организаторами:
- на 75 % обществом учредителей Центра менеджмента Тироля, включающим в себя руководство федеральной земли Тироль и города Инсбрука, Торгово-промышленную палату Тироля, Рабочую палату, Союз промышленников Тироля, университет г. Инсбрука, социально-экономический факультет университета г. Инсбрука.
- на 12,5 % обществом учредителей технического отделения MCI.
- на 12,5 % обществом учредителей отделения туризма.

Параллельно работе вуза оказывают поддержку предприятия-спонсоры из различных отраслей промышленности. Девиз вуза звучит: „Mы поддерживаем целеустремлённых“; а кредо „Предпринимательская Высшая школа“ стало товарным знаком и подчеркивает, что в своей деятельности МСI руководствуется принципами предпринимательства.

## Организация
MCI является автономной академической единицей. В учебный план входят программы подготовки бакалавров и магистров, курсы и семинары для менеджеров, тренинги для фирм, проведение научных конференций и проектов в области прикладных исследований. В настоящее время в штате MCI работает 150 сотрудников и преподавателей, 800 преподавателей из сферы науки и практики заняты частично. Более 3000 учащихся получают в его стенах квалификации бакалавра и магистра, ежегодно около 400 человек посещают программы повышения квалификации для менеджеров высшего звена. В MCI учатся студенты со всего мира, преподавание ведется на немецком и английском языках.

## Кампус и студенческая жизнь
MCI имеет 5 учебных корпусов:
•	Корпуса MCI I + II находятся в центре, между старым городом/театром, Теологическим факультетом и Социально-экономическим факультетом по адресу: Университетсштрассе 15
•	MCI III: Вайербурггассе 8
•	MCI IV: Эггер-Лиенц-Штрассе 120
•	MCI V: Капуцинергассе 9 
В ряспоряжении студентов, сотрудников, клиентов и партнёров MCI находится отличная инфраструктура с современными аудиториями для проведения занятий, организации групповой работы, проведения исследований и поиска информации. Благодаря партнерскому соглашению „Открытый университет Инсбрука“, все учащиеся, сотрудники и партнёры MCI имеют доступ к библиотеке, лабораториям, студенческим столовым, спортивным и другим сооружениям университета им Леопольд Франца г. Инсбрука.

## Образовательные программы подготовки бакалавров и магистров
За годы работы MCI были созданы образовательные программы последовательной подготовки бакалавров и магистров. С началом 2005 учебного года первые курсы были переведены на модель подготовки бакалавров и магистров в соответствии с европейским Болонским процессом. В зимнем семестре 2009/10 гг. этот переход был завершен.
В силу особой организации курсов магистерской программы наряду с учёбой возможна трудовая занятость в ограниченном объёме.

### Семестр за рубежом по выбору
Студенты, обучающиеся стационарно, могут получать образование за границей в течение семестра в одном из 200 партнерских университетов.

### Плата за обучение
Размер учебного взноса для образовательных программ подготовки бакалавров, магистров и специалистов для граждан ЕС составляет 363,63 € за семестр, дополнительно уплачивается предписанный законом взнос Национального союза студентов Австрии. Стоимость обучения для студентов третьих стран:
бакалаврские программы — 5000€ за семестр, для магистерских — 7000 € семестр.

## Бизнес-образование для руководителей компаний (Executive Education)

### Последипломные магистерские программы
Программы дополнительного (второго высшего) образования в области администрирования бизнес-процессов являются учебными курсами университетского характера и дополнительно аккредитованы FIBAA. Образовательная программа подготовки магистров права (LL.M.) — „Международное экономическое и налоговое право“ — предлагается как межвузовская программа двойных дипломов и осуществляется в сотрудничестве с „Франкфуртской школой финансов и менеджмента“ (Frankfurt School of Finance & Management). Обучение проходит в равной степени как в Инсбруке, так и во Франкфурте.

### Программы повышения квалификации для менеджеров предприятий
Успешное окончание одной из программ может засчитываться как модуль магистратуры для руководителей предприятий. Если сочетать в обучении несколько программ повышения квалификации менеджеров и написать соответствующую научным требованиям магистерскую работу, можно получить диплом магистра MBA, MSc и LL.M.

### Семинары по менеджменту
Учащимся предлагается около 30 интенсивных семинаров по темам: руководство, менеджмент, право и деловое общение.

### Тренинги для фирм
MCI предлагает свои учебные программы и программы повышения квалификации также в форме тренингов для фирм.

## Студенческий сервис
Служба помощи студентам занимается вопросами, связанными с размещением студентов/жильём, стипендиями/грантами, организацией свободного времени, спортивных и культурных мероприятий, посещением библиотек, а также вопросами личного характера (консультации психологов, церковные общины).

## Языковой центр
Собственный языковой центр предлагает студентам богатую программу изучения иностранных языков в дополнение к тем, которые закреплены в учебной программе и дают возможность приобретать навыки межкультурной коммуникации.

## Клуб выпускников
Клуб выпускников, в который входят также все учащиеся, организует доклады и дискуссии с представителями экономической, культурной и политической элит и оказывает помощь в поиске мест для прохождения практики и места работы. Его девиз: „В сообществе целеустремлённых“.

## Центр карьеры (Career Service)
Центр карьеры предлагает помощь в поиске мест для прохождения практики во время учёбы и помощь при трудоустройстве по окончании вуза.

## Членства
- EFMD European Federation for Management Development: www.efmd.org
- AACSB The Association to Advance Collegiate Schools of Business: www.aacsb.edu
- VPH Verein der privaten Hochschulen e.V.: www.private-hochschulen.net
- Campus of Excellence: www.campus-of-excellence.com
- Eurasia-Pacific UniNet: www.eurasiapacific.net
- American Chamber of Commerce: www.amcham.or.at